# Park Narodowy Akagera

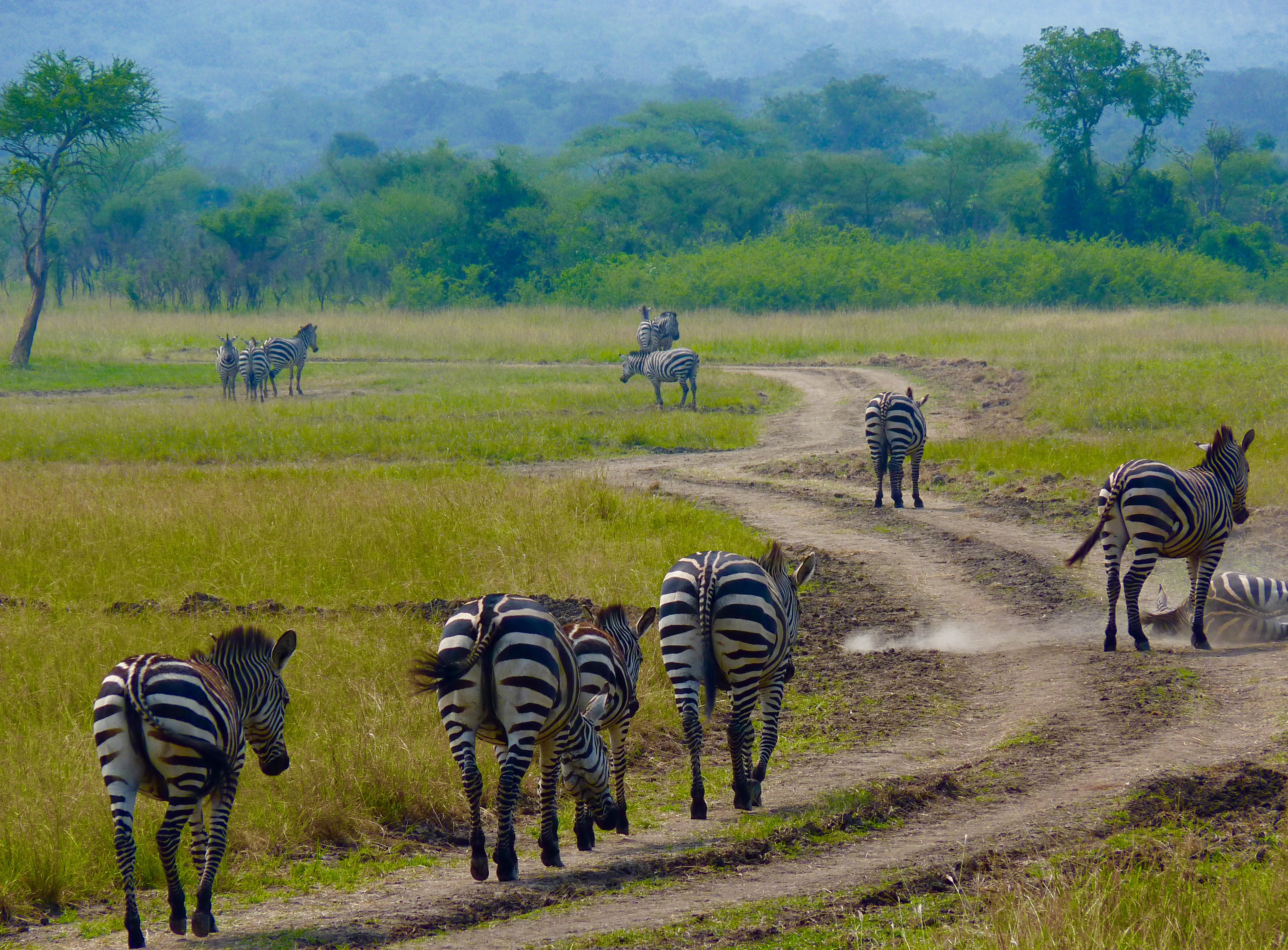
Park Narodowy Akagera

Park Narodowy Akagera – park narodowy w Rwandzie położony wzdłuż rzeki Kagery. 

## Historia
Park został założony przez Belgów w 1934, jako drugi na obszarze Afryki Równikowej, po Parku Narodowym Alberta w Kongu Belgijskim (1925). Celem założenia parku było głównie zachowanie właściwego pogłowia zwierzyny łownej dla belgijskiej rodziny panującej, a także jej szczególnych gości. Z czasem, z przyczyn finansowych, park udostępniano odpłatnie zamożnym myśliwym. Od lat 50. XX wieku dominować zaczęła funkcja ochrony przyrody. 

## Charakterystyka
Przed 1994 rokiem zajmował obszar 2510 km², dziś trochę ponad 1100 km² - obszar zmniejszono pod presją rolników. 
Park leży na lewym brzegu rzeki Kagery, w jej środkowym biegu. W krajobrazie występują liczne jeziora i wodospady, a także mokradła. Wysokości bezwzględne wahają się między 1350, a 1600 m n.p.m. Roczna suma opadów waha się między 1100, a 1800 mm rocznie, a średnie temperatury lipca i stycznia nie różnią się znacznie - oscylują między 18, a 21 °C. 

## Ekosystem
Na powierzchni parku znajdują się 3 rodzaje środowisk:
- sawanny z mokradłami (na pograniczu Rwandy i Tanzanii)
- zbiorniki wodne (6 jezior z wieloma wyspami)
- tereny górzyste sięgające 1600–1800 m n.p.m.

## Fauna
W parku można spotkać wiele zwierząt. Najbardziej znane to:
- zebry
- antylopy (kudu, impala, gnu, eland oraz topi)
- różne rodzaje małp
- bawoły
- hipopotamy
- słonie afrykańskie
- hieny
- guźce

Przed 1994 w parku żyły liczne lwy, okres anarchii, który towarzyszył ludobójstwu okazał się dla nich fatalny. Aktualnie trwa program ponownego wprowadzenia lwów do parku.

## Flora
Florę stanowią trawy sawann, i lasy.